# 19129 Loos
19129 Loos (1988 AL1) là một tiểu hành tinh vành đai chính được phát hiện ngày 10 tháng 1 năm 1988 bởi A. Mrkos ở Klet.